# Décembre 1853
Cette page présente les faits marquants du mois de décembre 1853.

## Événements
- 26 décembre, France : décret impérial approuvant la fusion de la Compagnie des chemins de fer de jonction du Rhône à la Loire dans la Compagnie du chemin de fer Grand-Central de France.

- 30 décembre : Gadsden Purchase. Les États-Unis achètent 120 000 km2 au Mexique pour la construction d’une voie ferrée au sud-ouest des États-Unis.

## Naissances
- 1er décembre : Hugues Krafft, voyageur et photographe français.
- 14 décembre : Temistocle Calzecchi-Onesti, physicien italien.
- 17 décembre : Émile Roux médecin, bactériologiste et immunologiste français
- 19 décembre : Charles Fitzpatrick, juge à la Cour suprême du Canada et lieutenant-gouverneur du Québec.
- 26 décembre : René Bazin, écrivain français.

## Décès
- 16 décembre : Johann Peter Hasenclever, peintre allemand (° 18 mai 1810).